# Горюшко Георгій Георгійович
Георгій Георгійович Горюшко (13 березня 1942, Краснодар — 15 лютого 2000, Київ) — радянський і український актор оперети (баритон). Народний артист УРСР (1980).

## Біографія
Народився 13 березня 1942 року в Краснодарі. У 1966 році закінчив Харківський інститут мистецтв. З 1969 року працював в Київському театрі оперети.

Могила Георгія Горюшка

Мешкав у Києві. Помер 15 лютого 2000 року. Похований на Байковому кладовищі (ділянка № 49а).
Дружина — актриса Київського театру оперети Тимошко-Горюшко Тамара Михайлівна. 

## Ролі
- Гриць і Цибуля, Левко («Сорочинський ярмарок», «Майська ніч» Рябова);
- Янко («Вільний вітер» Дунаєвського);
- Містер Ікс, Едвін («Принцеса цирку», «Сільва» Кальмана);
- Боцман («Севастопольський вальс» Листова);
- Голова («Травнева ніч» Лисенка);
- Генріх Айзенштайн («Кажан» Штрауса).

Ролі в кіно:
- «Сорочинський ярмарок» (1970, фільм-вистава; Гриць)
- «Перед екзаменом» (1977, т/ф, епізод)